# 横山坚七
横山坚七（日语： Yokoyama Kenshichi，1916年9月22日—？），日本前男子篮球运动员。他曾代表日本国家队参加了1936年夏季奥林匹克运动会男子篮球比赛，最终队伍获得第九名。他毕业于早稻田大学。